# Montealtosuchus
Montealtosuchus arrudacamposi – gatunek prehistorycznego archozaura z okresu późnej kredy, uznanego za ogniwo łańcucha ewolucji pomiędzy współczesnymi krokodylami, a ich prymitywnymi przodkami żyjącymi w czasach dinozaurów, ok. 80–85 mln lat temu, w okresie kredy.
Skamieniałe, dobrze zachowane kości tego gada odkryli brazylijscy naukowcy w 2004 r. niedaleko małego miasta Monte Alto, około 350 km od São Paulo w Brazylii.
Z analizy szczątków wynika, że M. arrudacamposi znacznie różnił się on od dzisiejszych krokodyli – znaleziony szkielet sugeruje, że był on zwierzęciem o wadze ok. 40 kg i długości ok. 1,5 – 1,7 metra (mierząc od czubka nosa do końca ogona). Miał długie nogi i był niezwykle zwinny, szybko przemierzał suche tereny w poszukiwaniu zdobyczy. Jego nozdrza znajdowały się z przodu pyska a układ oczu zbliżony był do tego jaki występuje u zwierząt lądowych.
Odkrycie M. arrudacamposi podważa funkcjonujący do tej pory pogląd o pochodzeniu dalekich przodków krokodyli z półkuli północnej – pozwala domniemywać, że praprzodkowie krokodyli pojawili się w Afryce lub w Ameryce Południowej przed rozdzieleniem się tych kontynentów.